# Dendropemon rostratus
Dendropemon rostratus är en tvåhjärtbladig växtart som beskrevs av Ignatz Urban. Dendropemon rostratus ingår i släktet Dendropemon och familjen Loranthaceae. Inga underarter finns listade i Catalogue of Life.